# Портобелло-роуд
Портобелло-роуд (англ. Portobello Road) — улица в районе Ноттинг-Хилл, расположенном в одном из лондонских боро, Кенсингтон и Челси. Она тянется по Ноттинг-Хилл с юга на север, параллельно Ладбрук-гроув. По субботам здесь работает рынок Портобелло-роуд, один из самых известных уличных рынков Лондона, известный продажей подержанной одежды и антиквариата. Каждый август, начиная с 1996 года, здесь проводится кинофестиваль Портобелло.

## История
До 1740 года Портобелло-роуд была известна как Гринс-лейн — извилистая проселочная дорога, ведущая от Кенсингтона до Кенсал-Грин. В 1740 году ферма Портобелло была построена в том районе, где сейчас расположена улица Голборн-роуд. Ферма получила свое название в честь народной победы в войне за ухо Дженкинса, когда адмирал Эдвард Вернон захватил испанский город Пуэрто-Белло (ныне известный как Портобело в современной Панаме). Вернон-ярд, примыкающий к Портобелло-роуд, до сих пор чтит имя адмирала. Сельскохозяйственный район Портобелло занимал землю, на которой расположена больница Святого Чарльза в наши дни.
Ферма Портобелло была продана ордену монахинь после того, как в 1864 году появились железные дороги. Они построили монастырь Святого Джозефа для доминиканского ордена или «черных монахов», как их называли в Англии.
Портобелло-роуд является сооружением Викторианской эпохи. До 1850 года она представляла собой лишь проселочную дорогу, которая соединяла ферму Портобелло с Кенсал-грин. Она состояла из сенокосов, садов и других открытых земель. Во второй половине 19-го века дорога сформировалась по частям между новыми жилыми комплексами Паддингтона и Ноттинг-Хилла. Расположенные на ней, магазины и рынки процветали, обслуживая богатых жителей, а рабочий класс находил там работу в качестве строителей, домашней прислуги, кучеров, посыльных и торговцев. После того как в 1864 году была закончена железнодорожная линия Хаммерсмит-Сити и открыта станция Лэдброк-гроув, на севере была также застроена Портобелло-роуд, в результате чего последние открытые поля исчезли под кирпичом и бетоном.
В Портобелло-роуд проживает целый ряд общин. Её архитектура характеризуется извилистыми дорогами и улицами, в отличие от более формально спроектированной планировки близлежащего района. Здесь преобладают дома с террасами викторианской эпохи и магазины, плотно прилегающие к ним. Кампания «The Friends of Portobello» направлена на сохранение уникальности улицы и проведение кампаний против введения фирменных сетевых магазинов. На Портобелло-роуд также находится кинотеатр «Grade II* Electric Cinema», один из самых старейших кинотеатров Великобритании.
Рынок Портобелло-роуд ежегодно привлекает тысячи туристов. Главный базарный день для антиквариата — суббота, единственный день, когда открываются все пять секций: секонд-хенд, одежда и мода, предметы первой необходимости, фрукты, овощи и другие продукты питания, а также антиквариат. Тем не менее, здесь также есть одежда, антиквариат, безделушки, фруктовые и овощные лавки, которые работают всю неделю, они расположены недалеко от эстакады Уэствэй. Магазины и кафе открыты ежедневно. В 19 веке рынок продавал только свежие продукты, торговцы антиквариатом и товарами прибыли в конце 1940-х и 50-х годов, постепенно антиквариат стал главной достопримечательностью этого рынка. Это самый большой рынок антиквариата в Великобритании.

## Культурное влияние
Портобелло-роуд была местом, где происходило действие фильма «Ноттинг-Хилл» 1999 года.
В полицейском триллере «Синяя лампа» с Дирком Богардом и Джеком Уорнером в главных ролях были показан район Паддингтон/Ноттинг-Хилл/Портобелло.
Рынок был показан в музыкальном фильме Набалдашник и метла в сцене, включающей песню «Портобелло-Роуд» и танец на рынке, поставленный на декорациях, построенных в студии Disney Burbank Studios.
Действие британского мюзикла «Make Me an Offer» происходит на Портобелло-роуд и включает в себя песню «Портобелло-роуд», спетую ансамблем.
Портобелло-роуд упоминается в сатирическом романе Мартина Эмиса 1989 года «Лондонские поля».
В 2007 году вышел роман Пауло Коэльо «Ведьма из Портобелло».
В 2008 году Рут Ренделл опубликовала роман «Портобелло», действие которого происходит в этом районе.
У британской рок-группы Dire Straits имеется песня «Portobello Belle» из альбома Communiqué. 
Улица упоминается в песне «Blue Jeans» рок-группы Blur, в которой вступительный текст звучит так: «подошвы с воздушной подушкой, я купил их на Портобелло-роуд в субботу.»

## Галерея
- Уличный знак Портобелло-роуд.
- Рынок Портабелло-роуд, июнь 2005 год.
- Антикварная лавка на Портабелло-роуд.
- Палатка с одеждой.
- Дом писателя Джорджа Оруэлла.